# Giacomo Giacinto Serry
Giacomo Giacinto Serry (in francese François-Jacques-Hyacinthe Serry; Tolone, 1659 – Padova, 1738) è stato un teologo francese, appartenente all'Ordine di San Domenico e figlio di un medico di Tolone.
Terminò gli studi a Parigi, nel 1690 fu nominato a Roma  consultore del S. Uffizio, divenne dottore della Sorbona nel 1697. Nel medesimo anno divenne professore di teologia nell'Università di Padova, ove ottenne grande reputazione con le sue opere e dove in seguito morì. Polemizzò con Francesco Granet (1692-1741) che aveva curato la pubblicazione delle opere di Jean de Launoy (1603-1678), il teologo che prese posizione contro l'infallibilità pontificia a favore del concilio, negando il valore dogmatico alla dottrina dell'Immacolata Concezione e sostenendo che l'assunzione debba intendersi per la sola anima di Maria.

## Opere

Ordine dei Frati Predicatori

- Historia delle Congregazioni de Auxiliis: la più ampia edizione di questa opera è quella del 1709 ad Anversa, fu proibita in Spagna e confutata da Livino de Meyer, gesuita;
- Divus Augustinus summus praedestinationis, Gratiae Doctor a calumnia vindicatus, dissertazione contro Launoy;
- Schola  Thomist. Vindicata , contro il P. Daniele gesuita;
- Exercitationes Historicae,  Criticae, Polemicae de Christo, eiusque Virgine Matre;
- D.Augustinus D. Thomae conciliatus ,  Trattato, la cui più ampia edizione è quella del 1724 di Padova;
- Un Trattato Latino in favore dell'infallibilità del Papa e della sua autorità nei Concili Generali;
- Esercitazioni;
- Prelezioni teologiche in cinque tomi stampati a Padova.